# ستيف أوزيلاتس
ستيف أوزيلاتس (بالإنجليزية: Steve Uzelac) هو لاعب كرة قدم بريطاني في مركز الدفاع، ولد في 12 مارس 1953 في دونكاستر في المملكة المتحدة. لعب مع بريستون نورث إيند وستوكبورت كونتي ونادي دونكاستر روفرز ونادي مانسفيلد تاون.